# Isidoro de María
Isidoro de María Gómez (Montevideo, 2 de enero de 1815 - Montevideo, 16 de agosto de 1906) fue un escritor, historiador, periodista, político y pedagogo uruguayo.

## Biografía
Hijo de Juan María de María, italiano (de Turín), y María Luisa Gómez, argentina (de Buenos Aires), su hermana María Josefa de María fue la esposa de José María Artigas Villagrán, el único hijo legítimo del prócer José Gervasio Artigas. 
Realizó estudios primarios en la Escuela Lancasteriana en Montevideo. En 1829 ingresó como tipógrafo en la Imprenta del Estado. Fundó el periódico El Constitucional (1838-1846), sobre temas políticos. Fue vicecónsul del Uruguay en Gualeguaychú (República Argentina). Integró la Comisión de Instrucción Primaria del Departamento de Montevideo y del Instituto de Instrucción Pública. También actuó en política: fue diputado por el departamento de Soriano y vicepresidente de la Cámara de Representantes. 

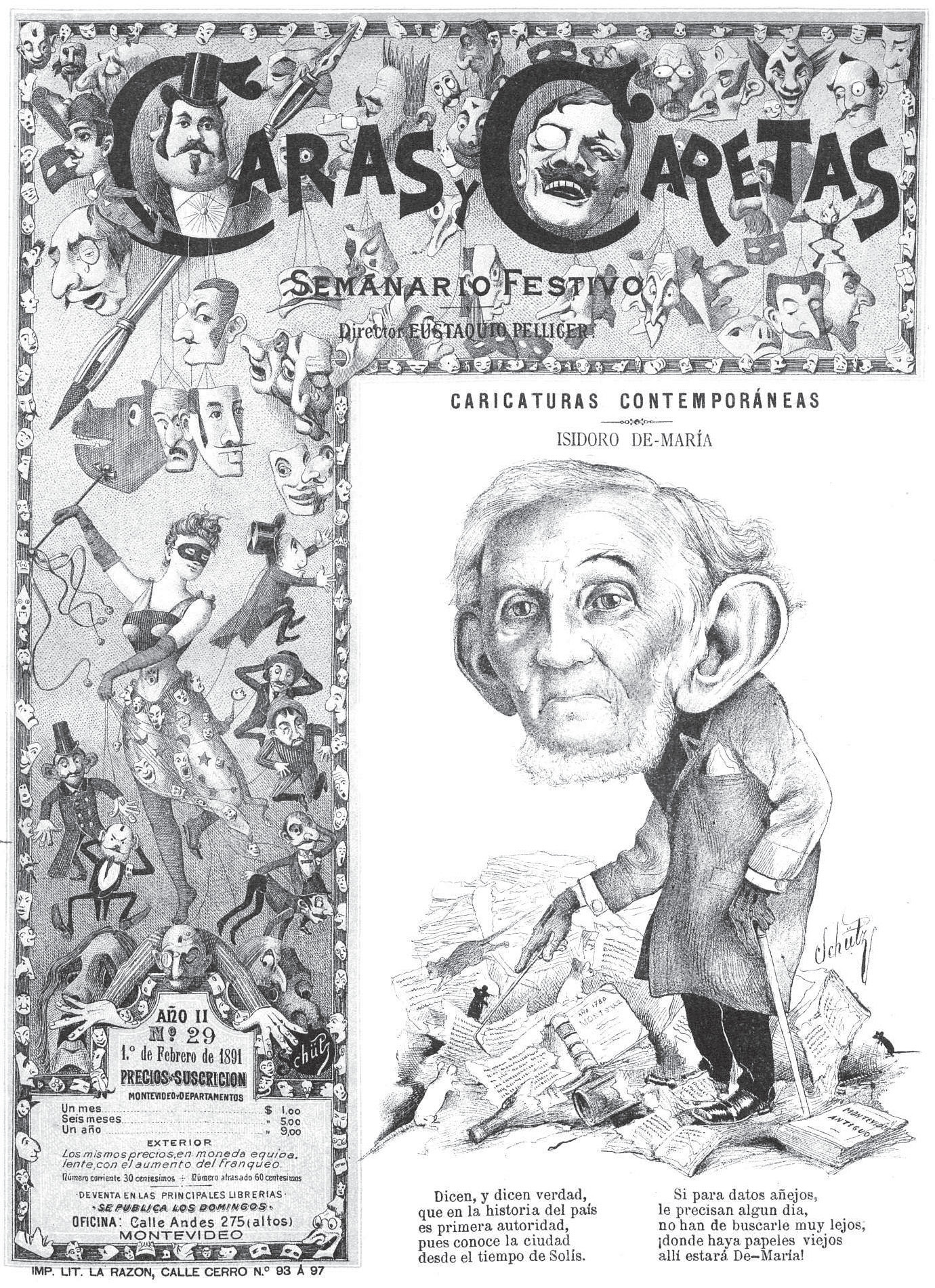
Portada de la publicación uruguaya Caras y Caretas, editada entre 1890 y 1897.

En 1833, contrajo matrimonio con Sinforosa Navarrete Artigas (hija de Francisca Artigas, prima hermana del prócer, José Gervasio Artigas) con quien fue padre, entre otros hijos, del escritor y político Pablo de María, de Dermidio de María y del poeta gauchesco Alcides de María.
En 1860, escribe Vida del Brigadier General José Gervasio Artigas fundador de la Nacionalidad Oriental. Fundó La Revista del Plata (1877-1878), publicación dedicada a la historia del Uruguay. Su libro más conocido  es  Tradiciones y recuerdos. Montevideo antiguo, que consta de cuatro volúmenes. Edita Compendio de la Historia de la República Oriental del Uruguay, que comprende el período entre la época del descubrimiento y el año 1830.